# Wydanie urtekstowe
Wydanie urtekstowe – w muzyce poważnej wydanie drukiem tekstu nutowego, które ma na celu jak  najwierniejsze oddanie myśli kompozytora, bez wprowadzania zmian lub korekt niepochodzących od autora dzieła. Innymi niż urtekstowe rodzajami wydań są edycje faksymilowe oraz redaktorskie, zawierające interpretacje dzieła tworzone przez badaczy i naukowców. 

## Przygotowanie
Wśród źródeł, z których korzysta się podczas przygotowywania wydania, znajdują się autografy (rękopisy autorskie – manuskrypty spisane ręką kompozytora), odpisy utworów kopiowane przez uczniów kompozytora oraz pierwsze wydania. Ponieważ pierwsze wydania często zawierają błędy drukarskie, szczególnie cennym źródłem są kopie pierwszego wydania, na które kompozytor odręcznie naniósł poprawki. 
Wydawnictwa urtekstowe zwykle zawierają przedmowę, w której redaktor wskazuje, z których źródeł skorzystano. W przypadku manuskryptów lub pierwszych wydań, których egzemplarze są już rzadkie, redaktor wskazuje także miejsce, gdzie są one przechowywane. Gdy źródła są sprzeczne, jest ich wiele lub są nieczytelne, zadanie redaktora staje się trudniejsze; nie bez znaczenia jest także charakter pisma kompozytora (np. Beethovena) lub tworzenie przez niego kolejnych wersji tego samego utworu. 
Wydanie urtekstowe nie podaje zaleceń interpretacyjnych innych niż kompozytorskie, dotyczących m.in. realizacji ozdobników, tempa, zalecanej dynamiki lub artykulacji (brak oznaczeń wykonawczych to zjawisko typowe zwłaszcza dla muzyki barokowej).

## Lista wydawców publikujących urteksty
- Bärenreiter(inne języki)
- G. Henle Verlag(inne języki)
- OKM Publishers
- Edition Peters
- Wiener Urtext Edition
- Könemann(inne języki)
- Breitkopf & Härtel
- Editio Musica Budapest(inne języki)
- Schott Music(inne języki)
- Carus-Verlag(inne języki)
- Boosey & Hawkes(inne języki)

W Polsce urteksty utworów Chopina publikowane są w ramach Wydania Narodowego pod red. prof. Jana Ekiera przez Polskie Wydawnictwo Muzyczne.